# أمينة محمد جبريل
امينة محمد جبريل (بالصومالية: Aamina Maxamed Jibriil) (و. 1961  م) هي محامية، ودبلوماسية كينية.

## مناصب
تولت منصب وزير الخارجية ‏.

## التعليم
تعلمت في جامعة أوكسفورد، وجامعة تاراس شفتشينكو الوطنية في كييف.

## جوائز
حصلت على جوائز منها:
- وسام نجمة التضامن الإيطالي
- وسام الشمس المشرقة.